# مهندسی فروش
مهندسی فروش (به انگلیسی: Sales Engineering) به مفهوم پشتیبانی فنی از خریداران یا توزیع کنندگان یک محصول/ ارائه دهندگان خدمات است، به عبارتی مهندس فروش به خریدار بالقوه یک محصول کمک می‌کند که به خوبی مشخصات فنی محصول را درک کرده و بتواند با مقایسه و ارزیابی سایر محصولات بهترین تصمیم را اتخاذ نماید، به علاوه بتواند به رفع مشکلات پیاده‌سازی و استفاده از محصول کمک نموده و اطمینان یابد که محصول به خوبی مورد استفاده قرار گرفته‌است و راهکار ارائه شده بی نقص و مطلوب خریدار بوده‌است. 
پر واضح است که انجام چنین وظیفه‌ای در یک سازمان توسط مهندس فروش می‌تواند باعث یک نوع تضاد منافع شود چرا که انجام درست کار ممکن است به توصیه محصول رقباء منجر شود. مدیریت این شرایط برای یک مهندس فروش با لحاظ اصل لحاظ منافع خریدار می‌تواند مخاطره‌آمیز باشد، ولی در هر شرایط مهم ارائه ارزش واقعی به خریدار و رفتار صادقانه به اوست.
یک مهندس فروش علاوه بر اشراف فنی نسبت به محصولات یا خدمات باید از مهارت‌های عام فروش نیز برخوردار باشد. به ویژه او باید همیشه خود را نسبت به آخرین وضعیت و مشخصه‌های فنی محصولات به روز نگه دارد. شاید تفاوت اصلی یک مهندس فروش با یک فروشنده معمولی در ارتباط با تشریح شاخص‌های فنی محصول و ارائه راهکار مناسب خریدار است. این وظیفه به‌طور ذاتی با بخش تحقیق و توسعه شرکت نیز در ارتباط می‌باشد.  بدیهی است اطلاع از ویژگی‌های فنی محصولات رقباء نیز از لوازم کار یک مهندس فروش موفق است.